# Мальчкувко
Мальчкувко (пол. Malczkówko) — село в Польщі, у гміні Потенґово Слупського повіту Поморського воєводства.
Населення — 491 особа (2011).
У 1975-1998 роках село належало до Слупського воєводства.

## Демографія
Демографічна структура станом на 31 березня 2011 року:
|          | Загалом | Допрацездатний вік | Працездатний вік | Постпрацездатний вік |
| -------- | ------- | ------------------ | ---------------- | -------------------- |
| Чоловіки | 247     | 59                 | 177              | 11                   |
| Жінки    | 244     | 48                 | 155              | 41                   |
| Разом    | 491     | 107                | 332              | 52                   |